# Erythrogryllacris
Erythrogryllacris är ett släkte av insekter. Erythrogryllacris ingår i familjen Gryllacrididae.
Kladogram enligt Catalogue of Life:
| Erythrogryllacris | \| \| Erythrogryllacris buttikoferi \| \| \| \| \| \| Erythrogryllacris fasciculata \| \| \| \| \| \| Erythrogryllacris soror \| \| \| \| \| \| Erythrogryllacris superba \| \| \| \| |
|                   | \| \| Erythrogryllacris buttikoferi \| \| \| \| \| \| Erythrogryllacris fasciculata \| \| \| \| \| \| Erythrogryllacris soror \| \| \| \| \| \| Erythrogryllacris superba \| \| \| \| |
|                   | Erythrogryllacris buttikoferi |
|                   | |
|                   | Erythrogryllacris fasciculata |
|                   | |
|                   | Erythrogryllacris soror |
|                   | |
|                   | Erythrogryllacris superba |
|                   | |